# Pierre Sabbagh
Pour les articles homonymes, voir Sabbagh.
Pierre Sabbagh, né le 18 juillet 1918 à Lannion et mort le 30 septembre 1994 à Paris 16e, est une personnalité de la télévision française, ayant exercé successivement les métiers de journaliste, réalisateur, producteur, animateur et directeur de chaînes de télévision.

## Biographie
Pierre Sabbagh est originaire d'une famille grecque-catholique melkite originaire de Damas et installée à Alexandrie. Il est ainsi le fils du peintre Georges Hanna Sabbagh (1887-1951) descendant du bey Hanna Sabbagh, banquier à Alexandrie. Sa mère s'appelle Agnès Humbert, résistante du réseau musée de l'Homme. Il est le frère du contre-amiral Jean Sabbagh.
Renvoyé de plusieurs lycées, il ne rêve alors que de théâtre. Il devient l'élève de Charles Dullin, qui le fait engager pour jouer dans Volpone (1940) le rôle d'un page vénitien ; lors du tournage il lui dit : « Décidément, tu n'as aucun talent de comédien. Depuis trois jours, je te regarde : tu t'intéresses à la caméra, aux lumières, au son, au maquillage. Tu sais, le métier est aussi noble derrière la caméra que devant, et je crois que derrière, tu pourras faire quelque chose ». Pierre Sabbagh renonce à devenir comédien. 
Pendant l'Occupation, il est chef du Centre de formation professionnelle du spectacle, créé en 1940 par le gouvernement de Vichy. En 1945, il commence une carrière de radio-reporter, il fait notamment un enregistrement sonore, sans autorisation, de l'exécution de Pierre Laval le 15 octobre 1945 à la prison de Fresnes, son reportage est diffusé à la radio le soir même. Il entre ensuite en 1946 à la télévision française.
Il invente et présente le 29 juin 1949 le premier journal télévisé français. Il a été animateur populaire à la télévision française pendant 14 ans pour avoir animé des jeux télévisés le Gros Lot, Télé-Pok, L'Homme du XXe siècle, et de l’émission documentaire Le Magazine des explorateurs de 1956 à 1970.

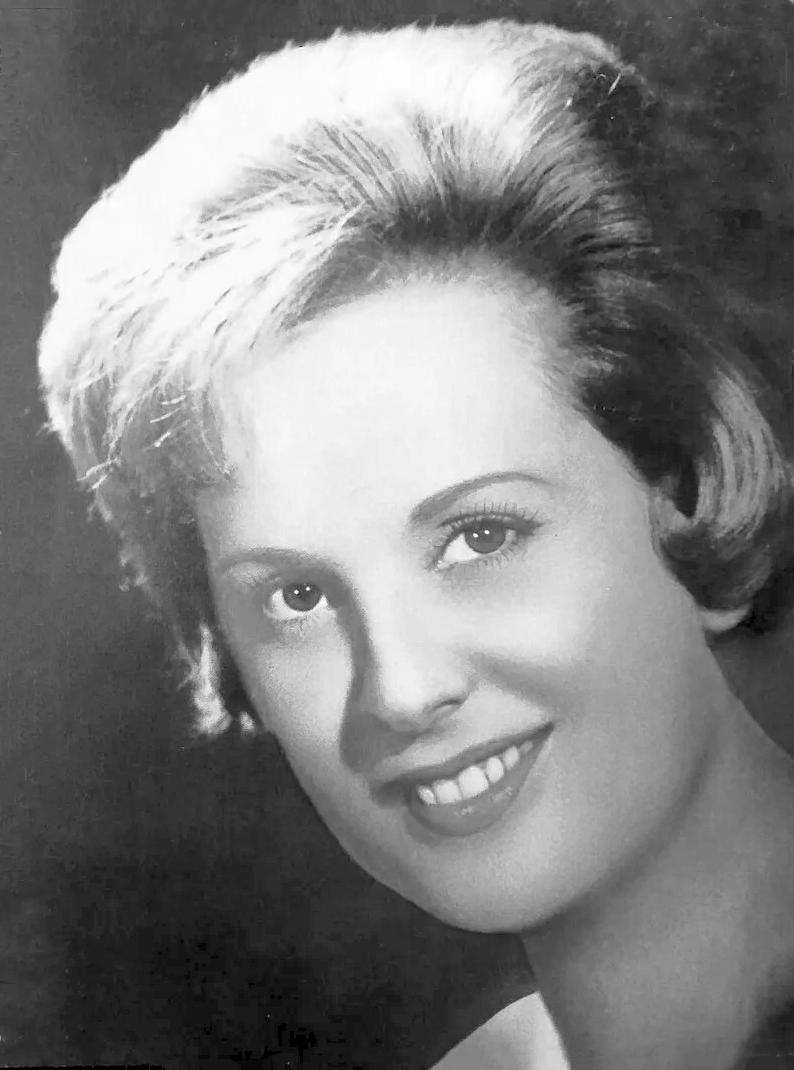
En 1954, il épouse Catherine Langeais, populaire présentatrice de la télévision.

Le 10 décembre 1954, il épouse en secondes noces la présentatrice de télévision Catherine Langeais. 
En 1960, il renvoie toutes les femmes journalistes à l'exception de Danièle Breem et s'en explique : « Au J.T. il me faut du dynamisme, des nerfs solides et être disponible à tout moment : jamais mes collaborateurs masculins n'auraient l'idée de retarder un reportage avec un argument du genre : « Je n'ai rien à me mettre ! » ».
En 1961, il est le producteur de trois émissions : Le Magazine des explorateurs, Avis aux amateurs et L'Homme du XXe siècle.
La création, en 1966, de l'émission Au théâtre ce soir à la suite d'une grève à la télévision française qui s'éternise, devient son plus grand succès. 
Dans le cadre du programme minimum, La Bonne Planque est diffusée pendant cette période, ce qui provoque l'engouement du public pour ce genre d'émission. 
À son actif aussi, le premier grand jeu audiovisuel qui réunit la France des années 1960 devant l'écran en noir et blanc : L'Homme du XXe siècle, jeu de questions de culture générale qui a duré un peu plus de deux années avec deux célèbres finales du Super homme du XXe siècle, réunissant les anciens meilleurs vainqueurs de l'année (dont le comédien Robert Manuel la 1re année) et gagnée en 1963 par un professeur de « cours complémentaire », Georges Rivault, et en 1964 par un professeur d'histoire, Francis Pichon.
Le visage de Pierre Sabbagh apparut sur le jeu de société (ancêtre du Trivial Pursuit) qui fut édité avec cette émission.
Il confie en 1970, à Marc Gilbert la direction de l'émission Volume et en 1971,  celle d'Italiques.
En septembre 1971, il est nommé directeur général de la deuxième chaîne couleur de l'ORTF. Il parvient en trois ans à en faire la première chaîne de l'ORTF, tant en audience qu'en indices de satisfaction. Après l’éclatement de l’ORTF en 1974, le conseil des ministres du 18 septembre 1974, nommant les présidents des chaînes de télévision, ne le reconduit pas dans ses fonctions.
En 1981, il est nommé PDG de Technisonor, société de production filiale de la Sofirad, ayant notamment produit La Chambre des dames, et Thérèse Humbert.
En 1983, il est nommé par Hervé Bourges, président de TF1, président du comité de réflexion, constitué de 17 personnes, chargé d'établir des propositions de stratégie pour l'image et les programmes de TF1. Lors de la séance d'installation du comité, Pierre Sabbagh précise qu'il a accepté cette présidence « à titre gracieux, sans contrat avec la société TF1 ».
En 1986, il est nommé membre de la CNCL (Commission nationale de la communication et des libertés).
Il meurt le 30 septembre 1994 à Paris 16e. Il est enterré dans le cimetière de Valmondois, où il a une résidence secondaire avec son épouse.
Il a un fils : Olivier, né en septembre 1947.

## Présentateur de télévision
- 1956-1970 : Le Magazine des explorateurs  (RTF Télévision), (première chaîne de l'ORTF) et (deuxième chaîne de l'ORTF)
- 1956-1964 : En direct de...  (RTF Télévision)
- 1957-1959 : Télé-Pok (RTF Télévision)
- 1957-1959 : Gros lot (RTF Télévision)
- 1958-1960 : Echec au as (RTF Télévision)
- 1960-1965 : Avis aux amateurs (RTF Télévision) et (première chaîne de l'ORTF)
- 1961-1964 : L'Homme du XXe siècle (RTF Télévision)
- 1964-1965 : Le Manège (première chaîne de l'ORTF)
- 1975 : De quoi de qui (TF1)

## Filmographie
- 1941 : Volpone de Maurice Tourneur : un vénitien (non crédité)
- 1959 : Le Second Souffle de Yannick Bellon
- 1988 : Monsieur Vernet
- 1991 : La Pomme
- 1991 : Le noir te va bien
- 1991 : L'Amour fou

## Présentateur de téléfilms
- 1963 : La Première Légion (d'Emmet Lavery), téléfilm de Gilbert Pineau

## Réalisation théâtrale
- 1975 : Le sourire de la Joconde (Au théâtre ce soir), saison 10, épisode 17. Scénario : Aldous Huxley et Georges Neveux